# Joshua Yuan
Joshua Yuan (* 25. Juli 2003 in San Mateo) ist ein US-amerikanischer Badmintonspieler.

## Karriere
Joshua Yuan siegte 2021 bei den Juniorenpanamerikameisterschaften. 2024 startete er bei den Olympischen Spielen in Paris. Im Herrendoppel schied er gemeinsam mit Vinson Chiu dabei schon in der Vorrunde aus.

## Erfolge

### Panamerikameisterschaften
Herrendoppel
| Jahr | Ort                                                                             | Partner     | Gegner                          | Ergebnis            | Resultat |
| ---- | ------------------------------------------------------------------------------- | ----------- | ------------------------------- | ------------------- | -------- |
| 2022 | Palacio de los Deportes Carlos "El Famoso" Hernández, San Salvador, El Salvador | Vinson Chiu | Job Castillo Luis Montoya       | 20–22, 8–11ret.     | Silber   |
| 2023 | G.C. Foster College of Physical Education and Sport, Kingston, Jamaika          | Vinson Chiu | Kevin Lee Ty Alexander Lindeman | 21–17, 23–21        | Bronze   |
| 2024 | Teodoro Palacios Flores Gymnasium, Guatemala-Stadt, Guatemala                   | Vinson Chiu | Adam Dong Nyl Yakura            | 15–21, 21–19, 17–21 | Bronze   |

### Juniorenpanamerikameisterschaften
Herrendoppel
| Jahr | Ort                                      | Partner    | Gegner                    | Ergebnis     | Resultat |
| ---- | ---------------------------------------- | ---------- | ------------------------- | ------------ | -------- |
| 2019 | CEPS Louis-J.-Robichaud, Moncton, Kanada | William Hu | Jonathan Chien Brian Yang | 13–21, 12–21 | Bronze   |

Mixed
| Jahr | Ort                                    | Partner     | Gegner           | Ergebnis     | Resultat |
| ---- | -------------------------------------- | ----------- | ---------------- | ------------ | -------- |
| 2021 | Hotel Mundo Imperial, Acapulco, Mexiko | Allison Lee | Ryan Ma Chloe Ho | 21–14, 21–16 | Gold     |

### BWF International Challenge/Series
Herrendoppel
| Jahr | Wettbewerb                | Partner     | Gegner                          | Ergebnis     | Resultat |
| ---- | ------------------------- | ----------- | ------------------------------- | ------------ | -------- |
| 2022 | Mexico International      | Vinson Chiu | Ondřej Král Adam Mendrek        | 20–22, 19–21 | Finalist |
| 2023 | El Salvador International | Vinson Chiu | Kevin Lee Ty Alexander Lindeman | 15–21, 18–21 | Finalist |
| 2024 | Uganda International      | Vinson Chiu | Arjun M. R. Dhruv Kapila        | 14–21, 13–21 | Finalist |

Mixed
| Jahr | Wettbewerb              | Partner     | Gegner                             | Ergebnis            | Resultat |
| ---- | ----------------------- | ----------- | ---------------------------------- | ------------------- | -------- |
| 2021 | Guatemala International | Allison Lee | Ty Alexander Lindeman Josephine Wu | 17–21, 8–21         | Finalist |
| 2022 | Mexico International    | Allison Lee | Vinson Chiu Jennie Gai             | 14–21, 24–22, 21–23 | Finalist |